# Golpe de Estado no Sudão em 1969
Golpe de Estado no Sudão em 1969 foi um golpe de Estado bem sucedido, liderado pelo coronel Gaafar Nimeiry, contra o governo do primeiro-ministro Ismail al-Azhari. O golpe sinalizou o fim da segunda era democrática do Sudão e daria início ao governo de 16 anos de Nimeiry.
O governo do Nimeiry prosseguiria um programa radical nacionalista árabe e esquerdista, trazendo em projeto socialista para o desenvolvimento social e econômico, incluindo a nacionalização generalizada da propriedade privada. Seu governo também irá pressionar por um fim à Primeira Guerra Civil Sudanesa, que em 1969 se prolongava há quase 14 anos. Na busca pela paz, o novo governo impulsionou para a anistia e declararia autonomia regional para o Sul do Sudão em 9 de junho de 1969. 

## Golpe
O golpe começou no início da manhã de 25 de maio e às 4:00 as importantes instalações na área de Cartum-Cartum do Norte-Ondurmã foram ocupadas e os principais generais do exército sudanês presos. Às 7:00 da manhã, a Radio Omdurman transmitiu discursos gravados por Nimeiry e Babiker Awadalla, estabelecendo os seus planos para o governo. A Radio Omdurman, mais tarde naquela manhã, também transmitiu os nomes dos membros do novo Conselho de Ministros, que havia sido acordado em 23 de maio, em uma reunião entre Awadalla e os seis principais oficiais. 
Embora a composição do Conselho Nacional de Comando Revolucionário governante tinha sido planejada com antecedência, durante o decorrer do dia a adesão ao Conselho foi ampliada. Enquanto seus companheiros dos Oficiais Livres estavam visitando as principais unidades do exército e organizações de segurança para garantir a sua lealdade ao novo regime, Nimeiry reuniu-se com dois membros dos Oficiais Livres que haviam votado contra o golpe de Estado nas reuniões dos Oficiais de abril; o tenente-coronel Babikir al-Nur e Maj. Abu al-Qasim Hashim. Ambos tiveram suas respectivas bases de poder, com al-Nur sendo o mais alto oficial superior associado com o Partido Comunista Sudanês, e o último mantendo vínculos importantes com os nacionalistas árabes civis e nasseristas. Nimeiry, sem consultar com os outros golpistas, decidiu trazer ambos os indivíduos para o novo governo, a fim de expandir a sua base de apoio. Outro oficial associado com o partido comunista, Hashem al Atta, também foi trazido para o novo conselho. O novo conselho seria, portanto, composto não só daqueles que tinham implementado o golpe, mas também de representantes do bloco majoritário do Movimento dos Oficiais Livres; que se opuseram ao golpe em abril.